# Lyrocladius radulatus
Lyrocladius radulatus är en tvåvingeart som beskrevs av Mendes och Andersen 2008. Lyrocladius radulatus ingår i släktet Lyrocladius och familjen fjädermyggor. Inga underarter finns listade i Catalogue of Life.